# Isaac del Toro
Isaac del Toro Romero (* 27. listopadu 2003) je mexický profesionální silniční cyklista jezdící za UCI WorldTeam UAE Team Emirates XRG.

## Kariéra
V srpnu 2023 del Toro vyhrál etapový závod Tour de l'Avenir jako první Mexičan v historii. V říjnu 2023 bylo pak oznámeno, že podepsal tříletý kontrakt s UCI WorldTeamem UAE Team Emirates XRG od sezóny 2024.

## Hlavní výsledky
2023
Tour de l'Avenir
 celkový vítěz
 vítěz bodovací soutěže
 vítěz vrchařské soutěže
 vítěz soutěže mladých jezdců
vítěz 6. etapy
Giro della Valle d'Aosta
3. místo celkově
4. místo Trofeo Alcide Degasperi
6. místo Gran Premio Città di Empoli
6. místo Giro della Provincia di Biella
6. místo GP Lari Città della Ciliegia
Sibiu Cycling Tour
10. místo celkově
Grand Prix Priessnitz spa
10. místo celkově
2024
Tour Down Under
3. místo celkově
 vítěz soutěže mladých jezdců
vítěz 2. etapy